# Hrvatska muška lacrosse reprezentacija
Hrvatska lacrosse reprezentacija predstavlja Republiku Hrvatsku na međunarodnim lacrosse natjecanjima. Reprezentacija je pod vodstvom Hrvatskog lacrosse saveza, a trenutni treneri su Mike Knezevich i Kevin Boyle. Reprezentaciju čine amaterski igrači koji treniraju lacrosse u Hrvatskoj te pojedini igrači iz SAD-a hrvatskih korijena.

## Povijest
Lacrosse u Hrvatskoj započeo je 2011. godine kao projekt domaćih ljubitelja sporta koji su s ograničenim znanjem i opremom krenuli s prvim treninzima lacrossea u Zagrebu. Uz pomoć trenera iz Sjeverne Amerike, sport je počeo rasti u popularnosti u Hrvatskoj. Krajem 2014. i početkom 2015. godine, uz pomoć američkih lacrosse obožavatelja, počeli su planovi o formiranju hrvatske reprezentacije u lacrosseu. Iako je prvi plan bio natjecanje na Europskom prvenstvu u lacrosseu 2016. godine u Mađarskoj, no zbog financijskih ograničenja reprezentacija je prvi nastup imala na manjem paralelnom turniru za novoformirane reprezentacije.
Hrvatska reprezentacija nastupila je 2018. na svom prvom službenom međunarodnom turniru, 2018 World Lacrosse Championship. Nakon dva poraza u skupini protiv Novog Zelanda i Španjolske, hrvatska reprezentacija ostvarila je svoju prvu pobjedu (7-6) protiv Kineskog Taipeija u prvoj utakmici razigravanja nižeg ranga. Nakon daljnjih poraza od reprezentacija Mađarske, Bermude i Kine, pobjedom protiv Turske, Hrvatska reprezentacija osvojila je 43. mjesto na svom prvom međunarodnom turniru. Sljedeći nastup na međunarodnom turniru trebao se održati na Europskom prvenstvu u lacrosseu 2020., međutim zbog pandemije COVID-19 turnir je odgođen te na kraju 2022. godine zamijenjen europskim kvalifikacijama u lacrosseu za Svjetsko prvenstvo u lacrosseu 2023. godine. Hrvatska reprezentacija je započela kvalifikacije snažno pobjedom 7-5 protiv Mađarske, međutim težak poraz protiv Austrije (1-9) uvelike je smanjio šanse za kvalifikacije na svjetsko prvenstvo. U trećem kolu hrvatska reprezentacija je pobijedila Sloveniju 14-7, dok su u konačnici porazi od Švicarske (7-8) i Italije (7-12) rezultirali 4. mjestom u skupini od 6 te neuspjelim kvalifikacijama za Svjetsko prvenstvo u lacrosseu 2023. godine. Hrvatska muška lacrosse reprezentacija 2023. godine sudjelovala je na Lacrosse Prague Cupu, osvojivši 3. mjesto.

## Natjecateljski rekord

### Svjetsko prvenstvo u lacrosseu
| Godina | Domaćin | U                     | P                     | I                     | G+                    | G–                    | Konačni plasman |
| ------ | ------- | --------------------- | --------------------- | --------------------- | --------------------- | --------------------- | --------------- |
| 2018.  | Izrael  | 7                     | 2                     | 5                     | 47                    | 82                    | 43.             |
| 2023.  | SAD     | Nije se kvalificirala | Nije se kvalificirala | Nije se kvalificirala | Nije se kvalificirala | Nije se kvalificirala | −               |
| Ukupno | −       | 7                     | 2                     | 5                     | 47                    | 82                    | Bez medalje     |